# فرانتس کارل گینزیکی
فرانتس کارل گینزیکی (انگلیسی: Franz Karl Ginzkey; ۸ سپتامبر ۱۸۷۱ – ۱۱ آوریل ۱۹۶۳) شاعر، نویسنده، و نویسنده کودکان اهل اتریش بود.